# QBASIC
Qbasic è un dialetto del linguaggio di programmazione BASIC, creato nel 1991 dalla società statunitense Microsoft.
Come indica il prefisso Q, abbreviazione di Quick (veloce/rapido), la caratteristica peculiare di questo linguaggio è la semplicità con cui si può ottenere un programma per l'esecuzione di azioni in un personal computer. Alla fine degli anni ottanta tale linguaggio si era diffuso soprattutto nelle scuole, dove veniva utilizzato per comporre semplici disegni o programmi elementari.

## Esempio di programma
Un esempio di semplice programma, il famoso "Hello world" (in italiano Ciao mondo!):
```
10
 
CLS

20
 
PRINT
 
"Ciao, mondo!"

```

Ogni riga è suddivisa in due parti: l'etichetta, costituita da un numero, e da una o più istruzioni.
Tecnicamente parlando, il QBASIC è un linguaggio procedurale "top-down", cioè possiede un flusso sequenziale che parte dalla prima istruzione (il Top) e prosegue verso il basso (down). È inoltre un linguaggio "di routine": questo significa che una volta terminata l'operazione (o la sequenza di operazioni) il programma deve re-iniziare da capo.

## Le istruzioni
Il linguaggio QBASIC si basa perlopiù sulla gestione di risorse esterne, e presenta istruzioni dedicate per la visualizzazione di figure geometriche: infatti, gli unici comandi di disegno disponibili sono CIRCLE (per disegnare un cerchio), LINE (per tracciare una linea o un rettangolo) e PAINT (per colorare l'interno di una figura geometrica), insieme ad altre istruzioni minori, come PSET per accendere un pixel singolo.
Nell'esempio riportato sotto l'istruzione print compone a video la parola Ciao. Nel nostro caso, senza una condizione e una istruzione di interruzione, il ciclo è infinito.
```
10
 
PRINT
 
"Ciao"

20
 
GOTO
 
10

```

Invece, per creare un nuovo schermo vuoto si deve digitare CLS:
```
10
 
CLS

20
 
PRINT
 
"Fra tre secondi questa pagina verrà cancellata..."

30
 
SLEEP
 
3
 
' attende per 3 secondi

40
 
CLS

```

Le istruzioni DO..LOOP consentono di ripetere più volte un'istruzione:
```
10
 
CLS

20
 
DO

30
 
LOCATE
 
28
,
 
1
 
' va alla riga 28 e alla colonna 1

40
 
PRINT
 
"Premere ESC per finire il programma"

50
 
LOOP
 
UNTIL
 
INKEY$
 
=
 
CHR$
(
27
)
 
' termina il programma solo quando si preme ESC, che ha il codice 27

```

Per la grafica, l'istruzione principale è LINE: essa consente di tracciare delle linee. Ecco un esempio:
```
10
 
SCREEN
 
12

20
 
COLOR
 
11
 
'da ora, ogni cosa digitata o tracciata sarà di colore azzurro.

30
 
LINE
 
(
300
,
 
200
)
-
(
300
,
 
300
)

40
 
LINE
 
(
300
,
 
300
)
-
(
400
,
 
300
)

50
 
LINE
 
(
400
,
 
300
)
-
(
400
,
 
200
)

60
 
LINE
 
(
400
,
 
200
)
-
(
300
,
 
200
)

70
 
PAINT
 
(
310
,
 
210
)
 
' riempie l'area del quadrato di azzurro.

80
 
COLOR
 
15
 
' torna al colore bianco.

90
 
PRINT
 
"Questo è un quadrato!"

```

## I programmi
Con QBASIC sono stati creati diversi programmi, in particolar modo videogiochi.
I più famosi sono:
1. Pacman, conversione del famoso videogioco arcade della Namco.
2. Gorillas, un gioco dove due gorilla si sfidano a suon di banane esplosive.
3. Nibbles, videogioco ispirato a Blockade (1976) di Gremlin Industries.

## I nuovi dialetti
Il QBasic è stato incluso nelle versioni di MS-DOS 5.0 e superiori, incluso Microsoft Windows 95. È basato su una versione del QuickBASIC precedente alla 4.5, ma non include né il compilatore né il linker.
A partire dalla metà degli anni novanta, con l'avvento della grafica e di nuove soluzioni tecniche per programmare (programmazione ad eventi e programmazione ad oggetti) il linguaggio originale, il BASIC, si è evoluto (vedi Visual Basic), mentre il QBasic non è più stato sviluppato.
Oggi esistono sulla rete alcuni compilatori Open source, come il QB64, che permettono di compilare programmi scritti in QBasic in eseguibili per Windows a 64 bit, macOS e Linux. Sul sito di Microsoft è disponibile una versione gratuita per Windows 10. Nella pagina è definito interprete e si dichiara che può essere usato per eseguire programmi QuickBASIC.